# Karnıaçık, Taşköprü
Karnıaçık là một xã thuộc huyện Taşköprü, tỉnh Kastamonu, Thổ Nhĩ Kỳ. Dân số thời điểm năm 2008 là 239 người.